# Dokąd teraz?
Dokąd teraz? (fr. Et maintenant, on va où?) – francusko-włosko-libańsko-egipski komediodramat filmowy z 2011 roku w reżyserii Nadine Labaki. Film był oficjalnym libańskim kandydatem do Oscara dla najlepszego filmu nieanglojęzycznego, ale ostatecznie nie otrzymał nominacji. W Polsce premiera odbyła się 30 marca 2012 r.

## Fabuła
Takla, Yvonne i Amale żyją razem ze swoimi rodzinami w niewielkiej libańskiej wiosce. Kiedy w ich kraju wybucha wojna domowa, postanawiają przejąć inicjatywę. Choć dzieli je religia i zwyczaje, mają wspólny cel – zmusić mężczyzn do odwrotu, przynajmniej na lokalną skalę.

## Obsada
- Nadine Labaki jako Amale
- Claude Moussawbaa jako Takla
- Layla Hakim jako Afaf
- Antoinette Noufily jako Saydeh
- Yvonne Maalouf jako Yvonne
- Adel Karam jako kierowca autobusu
- Mustapha Sakka jako Hammoudi
- Mustapha El Masri jako Hanna